# Biutiful
A Biutiful Alejandro González Iñárritu mexikói rendező 2010-ben bemutatott filmdrámája.

## Cselekmény
|  | Alább a cselekmény részletei következnek! |

A történet színhelye Barcelona. A főszereplő Uxbal szűkösen él, elvált feleségétől, Marambrától, aki szexuális kapcsolatot tart fenn Uxbal bátyjával, aki építési alvállalkozóként jól keres. Uxbal egyedül gondoskodik az iskolás korú gyermekeiről, Anáról és Mateóról. Társadalmi vagy családi háttere nincs, mert Uxbal árvagyerek volt. Abból él, hogy illegális afrikai bevándorlókkal hamisított márkájú árukat árusíttat az utcán és ezt úgy biztosítja, hogy lefizet egy rendőrtisztet. Látszólag képes a halottakkal kapcsolatot teremteni, amiért a hátramaradt rokonoktól pénzt kap halotti torokon és temetéseken. Altesti fájdalmai és véres vizelete miatt Uxbal kénytelen orvoshoz fordulni, aki előrehaladott prosztatarákot diagnosztizál nála (amely már áttétet képezett a tüdejében és a májában). A kezelőorvos kemoterápiát kezd és közli vele, hogy a terápiával együtt is csak néhány hónapja van hátra; Uxbal azonban félbeszakítja a kezelést és az ezoterikus barátnőjéhez, Beához fordul tanácsért.
Uxbal minden erejével azon van, hogy gyermekei jövőjét bebiztosítsa, de a próbálkozásai csődöt mondanak és a gondjai csak tovább növekednek. Nem sikerül kibékülnie a bipoláris zavarban szenvedő (mániás-depressziós) feleségével Marambrával, kiderül, hogy a közös gyermeknevelés lehetetlen számukra. A rendőrség brutálisan lecsap az afrikai bevándorlókra, akik az utcán illegálisan árulják a szintén illegális kínai bevándorlók által hamisított márkás árukat, és letartóztatja őket; Uxbal is börtönbe kerül, mert segíteni akar barátjának Ekwemének a letartóztatása során. Végül azonban a bátyja óvadék ellenében kihozza. A bátyja az ily módon munkanélkülivé vált kínaiakat szeretné feketemunkával foglalkoztatni egy építkezésen. Egy szellőzés nélküli helyiségben töltik az éjszakát, amelyet éjszakára bezárnak. Uxbal szerez egy pár hősugárzót a raktárba, de hogy spóroljon, a legolcsóbbat veszi meg. Az egyik reggel majdnem az összes kínai, köztük egy anya a gyermekével, holtan fekszik a matracán, nyilvánvalóan a hősugárzók okozta szénmonoxid-mérgezésben haltak meg. A két embercsempész, akik a kínaiakat Spanyolországba hozták, elviszik a holttesteket egy hajóra, de néhány nappal később a tenger a partra veti a hullákat, ami nagy érdeklődést vált ki a médiában.
Uxbalt szörnyű lelkiismeret-furdalás gyötri, miközben a rák is egyre jobban elhatalmasodik rajta. Megint Beánál keres vigaszt, aki fekete köveket ad neki, hogy azt adja tovább gyermekeinek, amit meg is tesz. A bátyja magával ráncigálja egy zajos, dübörgő pornóbár-diszkóba, ahol Uxbal egyáltalán nem érzi magát jól. A pénzt, amit a gyerekeinek tett félre, odaadja Ekweme feleségének, Igének, akinek megengedte, hogy nála lakjon, miután Ekwemét kiutasították. Abban reménykedik, hogy Ige majd magához veszi az ő gyerekeit is, amit Ige kezdetben meg is tesz. Ám amikor a pénzt odaadja neki, a nő úgy dönt, hogy lelép. Az utolsó pillanatban Ige még egyszer átgondolja a dolgot és visszafordul a vasúti peronról. Uxbal halálát szürreális képekkel látjuk bekövetkezni: fekete pillangók vannak az ágya felett, amelyek a film során egyre sokasodnak, látjuk a kínaiak holttesteit, ahogy a hálószobája mennyezetén lebegnek. Uxbal felkészülve a halálra lefekszik Ana mellé és odaadja neki azt a gyémántgyűrűt, amit valamikor az apja adott az anyjának. A film zárójelenetében, miközben haldoklik, egy havas erdőben találkozik apjával, akinek nem sokkal születése előtt Mexikóba kellett menekülnie, de ott két héttel később tüdőgyulladásban meghalt. Az ő bebalzsamozott holttestét látta Uxbal és bátyja a hullaházban, amikor a sírhelyet felszámolták.
|  | Itt a vége a cselekmény részletezésének! |

## Szereplők
| Színész            | Szerep   | Magyar hang   |
| ------------------ | -------- | ------------- |
| Javier Bardem      | Uxbal    | Fekete Ernő   |
| Maricel Álvarez    | Marambra | Pokorny Lia   |
| Hanaa Bouchaib     | Ana      |               |
| Guillermo Estrella | Mateo    |               |
| Eduard Fernández   | Tito     | Scherer Péter |
| Cheikh Ndiaye      | Ekweme   |               |
| Diaryatou Daff     | Ige      |               |
| Ana Wagener        | Bea      |               |

## A film készítése
A forgatás 2008 októberében kezdődött Barcelonában. Elsőként 2010. október 20-án mutatták be Franciaországban. Két nappal rá következett a mexikói bemutató. A magyarországi premier 2011. szeptember 1-jén volt.

## Díjak és jelölések

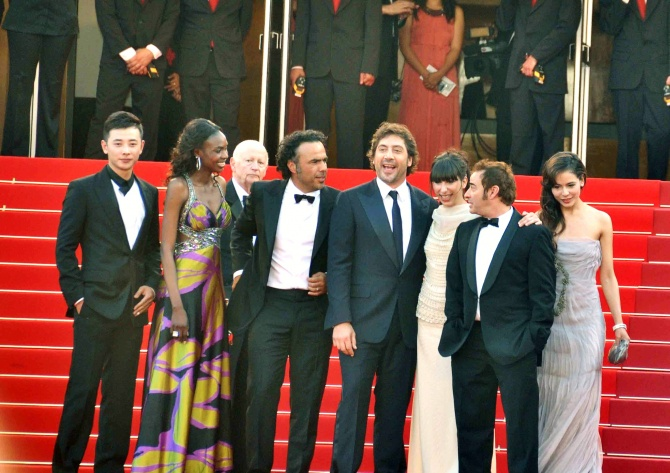
A filmstáb a cannes-i filmfesztiválon

A Biutifult 2011-ben a legjobb idegen nyelvű film kategóriában Oscar-díjra jelölték. Ezenkívül Javier Bardemet jelölték a legjobb férfi főszereplő díjára is. Ezzel a Biutiful volt az első teljesen spanyol nyelvű film, amely mindkét fenti kategóriában jelölést kapott.
A 2010-es cannes-i fesztiválon a filmet jelölték az Arany Pálmára. Bardem elnyerte a legjobb férfi főszereplő díját.
A spanyol Goya filmdíjra nyolc kategóriában jelölték a filmet és a legjobb férfi főszereplőt (Bardem) el is nyerte. A 2011-es BAFTA-díjakra két kategóriában jelölték: a legjobb idegen nyelvű filmre és a legjobb férfi főszereplőre.
A film elnyerte a Phoenix Film Critics Society Awards, valamint a Dallas-Fort Worth Film Critics Association Awards és a Washington D.C. Area Film Critics Association Awards díját a legjobb idegen nyelvű film kategóriában. Ezenkívül több mint egy tucat jelölést kapott, így többek között a 2011-es Golden Globe-díjra is.

## Érdekességek
A film címe, a hibásan leírt "Biutiful" szó a film egyik jelenetére utal. Az apa Uxbal lánya, Ana egyik rajzából olvassa ki a szót. Egy korábbi jelenetben Uxbal maga betűzi a szót hibásan a lányának.

## Fordítás
- Ez a szócikk részben vagy egészben  a    Biutiful  című német Wikipédia-szócikk ezen változatának fordításán alapul.  Az eredeti cikk szerkesztőit annak laptörténete sorolja fel. Ez a jelzés csupán a megfogalmazás eredetét és a szerzői jogokat jelzi, nem szolgál a cikkben szereplő információk forrásmegjelöléseként.